# Flughafen Şanlıurfa-GAP

i8
i11
i13
Der Flughafen Şanlıurfa-GAP, auch Flughafen Şanlıurfa (türkisch Şanlıurfa GAP Havalimanı oder Şanlıurfa Havalimanı, IATA-Code: GNY, ICAO-Code: LTCS) ist ein türkischer Flughafen rund 50 Kilometer nordöstlich der Stadt Şanlıurfa. Er wird durch die staatliche DHMI betrieben.

## Flughafengelände
Der Flughafen wurde 2007 dem Betrieb übergeben. Er wird ausschließlich zivil genutzt und ist auch als Flughafen für den internationalen Verkehr konzipiert. Er verfügt über einen Terminal mit einer Fläche von 12.000 Quadratmetern, eine Kapazität von 2.500.000 Passagieren im Jahr und eine befestigte Start- und Landebahn, die jedoch kein Instrumentenlandesystem (ILS) besitzt. Das Vorfeld hat eine Größe von 114 × 168 Meter und kann sieben Verkehrsflugzeuge aufnehmen.
Die ihm zugeordnete Stadt Şanlıurfa liegt etwa 35 bis 40 Kilometer entfernt. Sie ist mit Taxi, Privatwagen oder Flughafenbus über die Fernstraßen D-885 und D-390 zu erreichen.